# Retirolândia
Retirolândia is een gemeente in de Braziliaanse deelstaat Bahia. De gemeente telt 11.798 inwoners (schatting 2009).

## Aangrenzende gemeenten
De gemeente grenst aan Conceição do Coité, Nova Fátima, Riachão do Jacuípe, São Domingos en Valente.